# Bleknopping
Bleknopping (Entoloma sericellum) är en svampart som först beskrevs av Elias Fries, och fick sitt nu gällande namn av Paul Kummer 1871. Bleknopping ingår i släktet Entoloma och familjen Entolomataceae.  Arten är reproducerande i Sverige. Inga underarter finns listade i Catalogue of Life.